# سیولی

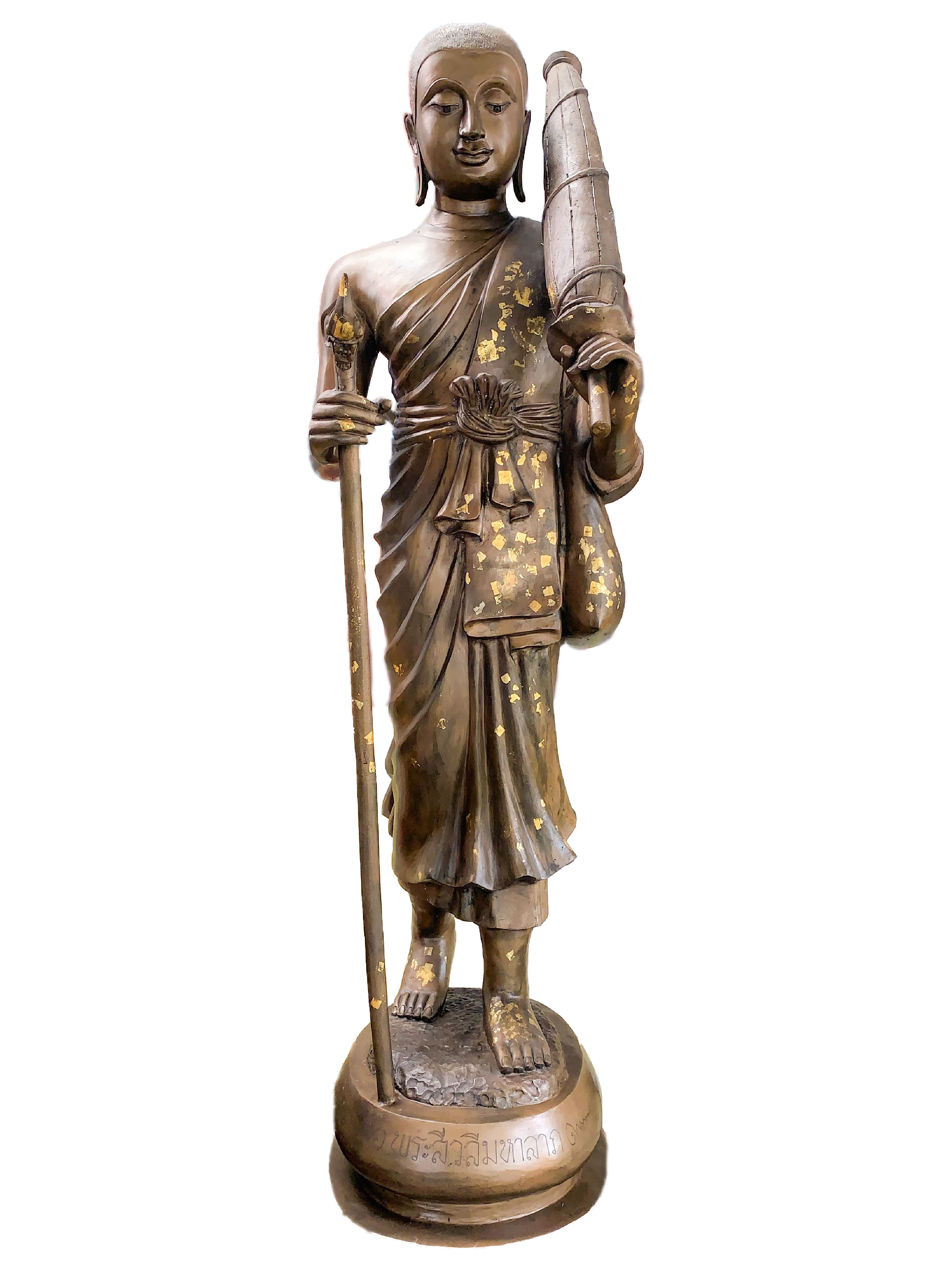
تندیسی از سیولی دربانکوک

سیولی (پالی: Sīvali) یک ارهات است که در نزد بودائیان ترواده در حد وسیعی گرامی داشته می‌شود. او قدیس حامی سفر است و عقیده بر این است که بدبیاری‌های خانه همچون آتش‌سوزی یا دزدی را دفع می‌کند. او قبل از تبلیغ و معرفی آیین بودای ترواده در برمه مورد تکریم بود.
سیولی به‌طور معمول به صورت ایستاده به تصویر کشیده می‌شود و یک عصای قدم زدن، یک پیاله احسان و تسبیح بودایی را به همراه خود دارد.